# El Aleph. Festival de arte y ciencia
El Aleph. Festival de arte y ciencia es una muestra para difundir los avances generados por la ciencia en relación con el arte, organizado por el área de Difusión Cultural de la Universidad Nacional Autónoma de México. 

## Historia
El nombre del festival retoma el cuento de Jorge Luis Borges El Aleph, que retoma la idea del infinito y el espacio en el cual coinciden todos los tiempos.
Se ha llevado a cabo durante el mes de mayo en diversas sedes de la UNAM como el Centro Cultural Universitario, Universum, Museo de las Ciencias, Fonoteca Nacional, Museo Universitario del Chopo, Casa del Lago, Palacio de la Autonomía, entre otras. Además de enfocarse en ejes temáticos como cultura de paz, desapariciones, cambio climático, urbanismo, ecología, etc.

## Actividades
Su programa fue curado por Juan Ayala y José Gordón, miembros de Cultura UNAM, el cual abarca talleres, charlas, funciones de teatro, cine, danza, performance, música, exposiciones, entre otros eventos con personas invitadas especialistas nacionales e internacionales, que abarcan 80 actividades. 